# Marc Gruppe
Marc Gruppe (* 1974 in Leverkusen) ist ein deutscher Hörspielproduzent, Theaterautor, Hörspielautor, Regisseur und Schauspieler. Gemeinsam mit Stephan Bosenius ist er Geschäftsführer des Hörspiellabels Titania Medien in Hilden.

## Leben und Wirken

### Theater
Marc Gruppe begann seine Karriere als Theaterautor bereits im Teenageralter. Sein erstes Theaterstück, „Der Teufel mit den drei goldenen Haaren“, wurde am 16. November 1991 im Forum Leverkusen erfolgreich uraufgeführt. Mit dem ursprünglichen Ziel, Opernregisseur zu werden, begann Marc Gruppe nach dem Abitur und Zivildienst ein Studium der Theaterwissenschaft unter besonderer Berücksichtigung des Musiktheaters, der neueren deutschen Literaturwissenschaft und der Musikwissenschaft an der Universität Bayreuth, welches er 2001 mit dem Magister abschloss. Durch ergänzende Praktika lernte er dabei diverse Bereiche eines Theaterbetriebs sehr genau kennen.
Seit 1997 veröffentlicht Marc Gruppe Theaterfassungen berühmter Kinderliteratur (z. B. von den Brüdern Grimm, Charles Dickens, Gerdt von Bassewitz, E. T. A. Hoffmann, Frances Hodgson Burnett und Ralf Isau) bei der Vertriebsstelle und Verlag Deutscher Bühnenschriftsteller und Bühnenkomponisten (VVB) in Norderstedt.
Im Genre Weihnachtsmärchen / Kindertheater gehört Marc Gruppe zu den vielgespielten deutschen Autoren (u. a. Uraufführung von „Der Drache Gertrud“ am Staatstheater Braunschweig 2001, „Peterchens und Annelieses Mondfahrt“ an den Landesbühnen Sachsen-Anhalt und am Waldau-Theater Bremen). 1999 wurde die erste deutschsprachige Bühnenfassung des Weihnachts-Klassikers „Fröhliche Weihnachten, Mr. Scrooge“ von Charles Dickens uraufgeführt, die ebenfalls aus seiner Feder stammt.
Im Januar 2003 erschien bei der VVB sein erstes Theaterstück für Erwachsene: „Edgar Wallace – Das indische Tuch“.
Bislang hat Marc Gruppe außerdem Bühnenfassungen zu drei Romanen von Sebastian Fitzek erstellt. Im September 2011 wurde seine Bühnenbearbeitung des Thriller-Bestsellers „Der Seelenbrecher“ von Sebastian Fitzek in Braunschweig uraufgeführt. Im September 2016 folgte die Uraufführung seiner Bühnenfassung von Sebastian Fitzeks Debüt-Roman „Die Therapie“ am Berliner Kriminal Theater. Hier wurde 2022 auch Marc Gruppes Stück „Das Paket“ uraufgeführt.
Von 2002 bis 2016 war Marc Gruppe als künstlerischer Leiter und Schauspieler der Volksbühne Bergisch Neukirchen in Leverkusen tätig. In dieser Zeit inszenierte er dort u. a. „Das indische Tuch“, „Das Haus in Montevideo“, die Kálmán-Operette „Die Herzogin von Chicago“ sowie die Musicals „Der König und ich – Anna und der König von Siam“, „Anatevka“, „Kiss Me Kate!“, „My Fair Lady“, „The Sound of Music – Die Trapp-Familie“, „Camelot“, „Das Feuerwerk“, „Das Wirtshaus im Spessart“, „Sissy“, „Blondinen bevorzugt“, „Die Geisha“ und „Cinderella“.

### Hörspiele
2003 gründete Marc Gruppe gemeinsam mit Stephan Bosenius das Hörspiellabel Titania Medien. Hier fungiert er seit demselben Jahr als alleiniger Hausautor, Regisseur und Produzent. Von 2003 bis 2025 hat er bislang in den Reihen Gruselkabinett, Sherlock Holmes, Grimms Märchen, Titania Special und Anne auf Green Gables mehr als 300 Hörspiele veröffentlicht, in denen er des Öfteren auch als Sprecher zu hören ist. Von 2003 bis 2009 wurden seine Hörspiele in Folge in diversen Kategorien mit dem Hörspiel Award ausgezeichnet.

### Bücher
Seit 2025 publiziert Titania Medien Sherlock-Holmes-Romane, bei denen Marc Gruppe als Autor und Lektor mitwirkt.

### Privatleben
Marc Gruppe ist Vater einer Tochter und lebt mit seiner Familie in Hilden.

## Auszeichnungen (Auswahl)
- 2021: HörKules: 1. Platz in der Kategorie "Erwachsenen-Hörbuch" für Gruselkabinett Folge 156 Krabat (nach dem Sagenbuch des Königreichs Sachsen)[20]
- 2020: HörKules: 1. Platz in der Kategorie "Erwachsenen-Hörbuch" für Sherlock Holmes – Die geheimen Fälle des Meisterdetektivs Folge 38 Das Haus mit den Zwingern (nach Motiven von Arthur Conan Doyle, Herman Cyril McNeile und Marc Gruppe)[21]
- 2017: HÖRkulino: 1. Platz in der Kategorie "Kinder-Hörbuch" für Titania Special Folge 12 Das kleine Mädchen mit den Schwefelhölzern nach einer Vorlage von Hans Christian Andersen[22]
- 2015: Vincent Preis: 1. Platz in der Kategorie "Bestes deutschsprachiges Hörspiel/Hörbuch" für Gruselkabinett Folge 96/97 Madame Mandilips Puppen nach einer Vorlage von Abraham Merritt[23]
- 2014: HÖRkulino: 1. Platz in der Kategorie "Kinder-Hörbuch" für Titania Special Folge 9 Der Zauberer von Oz nach einer Vorlage von Lewis Carroll[24]
- 2013: Vincent Preis: 1. Platz in der Kategorie "Bestes deutschsprachiges Hörspiel/Hörbuch" für Gruselkabinett Folge 78 Das Ding auf der Schwelle nach der Vorlage von H. P. Lovecraft[25]
- 2011: Blauer Karfunkel: 1. Platz in der Kategorie "Hörspiel" für Sherlock Holmes - Die geheimen Fälle des Meisterdetektivs[26]
- 2010: Vincent Preis: 1. Platz in der Kategorie "Bestes deutschsprachiges Hörspiel/Hörbuch" für Gruselkabinett Folge 44/45 Berge des Wahnsinns nach der Vorlage von H. P. Lovecraft.[27]
- 2010: Deutscher Phantastik Preis: 1. Platz in der Kategorie "Bestes Hörspiel/Hörbuch" für Gruselkabinett Folge 36/37 Das Bildnis des Dorian Gray nach der Vorlage von Oscar Wilde[28]